# Ardvourlie
Ardvourlie, schottisch-gälisch Àird a’ Mhulaidh, ist ein Weiler auf der schottischen Hebrideninsel Lewis and Harris.

## Lage
Die kleine Streusiedlung liegt im Nordosten von North Harris, dem Nordteil von Harris, dem Südteil der Doppelinsel Lewis and Harris, und grenzt im Norden an Lewis. Sie liegt am Westufer des Loch Seaforth gegenüber der Seaforth Island. In Ardvourlie münden die Bäche Scaladale und Vigadale in den Loch Seaforth. Tarbert befindet sich elf Kilometer südlich und Stornoway 33 Kilometer nordöstlich. Durch die Ortschaft verläuft die A859, die Harris mit der Inselhauptstadt Stornoway verbindet. Am Nordrand der Ortschaft quert die Straße auf der im 19. Jahrhundert errichteten Aline Bridge einen Bach.

## Geschichte
Charles Adolphus Murray, 7. Earl of Dunmore ließ in den 1860er Jahren Ardvourlie Castle errichten, das als Jagdsitz von Amhuinnsuidhe Castle diente. Später diente das Gebäude als Kapelle und Schule.